# Miasto Crikvenica
Miasto Crikvenica (chorw. Grad Crikvenica) – jednostka administracyjna w Chorwacji, w żupanii primorsko-gorskiej. W 2011 roku liczyła 11 122 mieszkańców.